# Reggenza di Dharmasraya
La reggenza di Dharmasraya (in indonesiano: Kabupaten Dharmasraya) è una reggenza dell'Indonesia, situata nella provincia di Sumatra Occidentale.